# Denglongsu
Denglongsu (kinesiska: 灯笼素, 灯笼素乡) är en socken i Kina. Den ligger i den autonoma regionen Inre Mongoliet, i den norra delen av landet, omkring 41 kilometer sydost om regionhuvudstaden Hohhot.
Genomsnittlig årsnederbörd är 639 millimeter. Den regnigaste månaden är juli, med i genomsnitt 194 mm nederbörd, och den torraste är januari, med 3 mm nederbörd.